# Fenêtres de Main Street USA à Disneyland
Pour les articles homonymes, voir Fenêtres de Main Street USA.
Une tradition des parcs à thèmes Disney est de placer des hommages à des personnalités plus ou moins importances de l'entreprise au sein des attractions ou du décor. L'une des formes de ses hommages est la mise en place de textes sur les fenêtres du premier étage de Main Street, USA. Ces textes sont assez proches des publicités que l'on trouvaient au début du XXe siècle sur les fenêtres des édifices des centres-villes américains.
Cet article présente celles du parc Disneyland en Californie.

## Situation définie

### Town Square
City Hall
- Texte : W.H. Dennis Cottrell, Detective Agency, Private Investigator. "We Never Sleep"
W.H. Dennis Cottrell, dit Bill Cottrell, ancien président de Retlaw Enterprises, fut le premier président de WED Enterprises[1], la mention de détective vient de sa passion pour Sherlock Holmes.
- Texte : J. B. Lindquist - Honorary Mayor of Disneyland - "Jack of All Trades. Master of Fun"
Jack Lindquist était le premier directeur publicitaire des studios Disney et l'un des présidents de Disneyland Inc[2],[3].

Main Street Bank
- Texte : Richard Irvine - Marvin Davis
  - Richard F. Irvine, directeur artistique à Hollywood avant de rejoindre Disney, il fut le premier employé puis le président de WED Enterprises[4] ainsi que l'un des directeurs de Walt Disney Productions[2]. Son père, ophtalmologiste de Walt Disney, est aussi honoré d'une fenêtre au-dessus du Baby Care Center.
  - Marvin Davis, directeur artistique de WED Enterprises, il travailla sur Tom Sawyer Island et aussi sur la disposition du parc, il serait l'auteur de la notion de place centrale (hub)[4].
- À côté une fenêtre a été ajoutée le 10 mai 2012 à Alice Davis, costumière pour Walt Disney Imagineering et femme de Marc Davis, à la suite d'une annonce le 20 mars[5]
- Texte : J.S. Hamel - Consulting Engineer
Jacob Samuel Hamel était un ingénieur civil et électricien engagé par Walt Disney pour la construction de Disneyland. On lui doit le système d'eau de Schweitzer Falls dans Jungle Cruise et celui de Submarine Voyage[2].
- Texte : Seven Summits Expeditions - Frank G. Wells - President
Frank Wells directeur général de la Walt Disney Company. Passionné d'escalade.
- Texte : Wilson Martin - Gabriel Scognamillo
  - Wilson Bill Martin était un directeur artistique et concepteur sur les projets de plusieurs attractions dont le château de la Belle au bois dormant, Disneyland Monorail et Pirates of the Caribbean.
  - Gabriel Scognamillo fut le directeur artistique sur Tomorrowland[6]
- Texte : Wade B. Rubotton - George Patrick
Wade B. Rubotton fut le directeur artistique sur Main Street, USA[6]
George Patrick fut le directeur artistique sur Frontierland[6].
- Texte : William T. Wheeler - John Wise - Structural Engineers
William Wheeler et son entreprise la Wheeler & Gray Company fut un ingénieur structurel pour la construction du parc[6]
John Wise fut un ingénieur structurel pour la construction du parc[6]

Opera House
- Texte : Milt Albright - Entrepreneur - No Job Too Big - No Job Too Small
Milt Albright a rejoint Disney en 1947 et a été nommé responsable comptable de Disneyland en 1954. En 1957, il a été nommé responsable d'un land temporaire de Disneyland, Holidayland[1] et a fondé en 1958 le Magic Kingdom Club[7].
- Texte : The Musical Quill - Lyrics and Librettos by X. Atencio
Francis Xavier Atencio artiste et scénariste, il est l'auteur des paroles des chansons de Pirates of the Caribbean et Haunted Mansion
- Texte : Evans Gardens - Exotic & Rare Species - Freeway Collections - Est. 1910 - Morgan (Bill) Evans - Senior Partner
Morgan (Bill) Evans, jardinier paysagiste américain puis devenu imagineer, directeur paysagiste du parc Disneyland[8]. La mention Freeway Collections provient de la récupération d'arbres situés sur le chemin de l'Interstate 5 alors en construction aux environs de Disneyland[2]
- Texte : The Busy Hands School - Sculpting, Whittling & Soap Carving & Blaine Gibson - The Eternal Pursuit of the Artists Craft
Blaine Gibson animateur puis sculpteur pour WED Enterprises. Parmi ses œuvres : Indian Village, Submarine Voyage, Mr. Toad's Wild Ride, Jungle Cruise, Lincoln et Pirates of the Caribbean ainsi que les statues Partners et Sharing the Magic[4].
- Texte : Main Street Electrical Parade World Headquarters – Robert F Jani, Master Showman
Robert F Jani était le vice-président du département divertissement, créateur de la Main Street Electrical Parade[2].

### Main Street: bloc sud-ouest
Carriage Place Clothing Company
- Texte : The Artisans Loft - Handmande Miniatures By Harriet Burns
Harriet Burns, imagineer du service des mannequins. Elle a conçu et habillé de plumes les oiseaux de Enchanted Tiki Room et sculpta les personnages de Storybook Land Canal

Emporium
- Texte : Elias Disney - Contractor - Est. 1895
Elias Disney est le père de Walt Disney, qui fut entre autres entrepreneur (contractor) dans le middle-west à partir de 1895. Il participa aussi à la construction du Mark Twain Riverboat[1].
- Texte : Partners Portrait Gallery - Charles Boyer, Master Illustrator, posée le 31 juillet 1999[9]
Charles Boyer était un artiste qui a rejoint le département publicitaire de Disneyland en 1960[10], comme portraitiste[9]. À partir de 1976, il réalise des lithographies de Disneyland, principalement dans le style de Norman Rockwell.
- Texte : Coats & Co. - Claude Coats Proprietor
Claude Coats, animateur et imagineer Disney. On lui doit les décors de Mr. Toad's Wild Ride, du Grand Canyon Diorama, de Haunted Mansion, et d'autres attractions de Fantasyland ainsi que les Rainbow Caverns[1]. Il aida à la conception de Adventure Thru Inner Space et des pirates de Pirates of the Caribbean[4].

Disneyana
- Texte : Far East Imports - Exotic Art - Marc Davis - Proprietor
Marc Davis, animateur et imagineer Disney. Concernant l'animation il a dessiné Maléfique, la Belle au bois dormant, Cruella De Vil et la fée Clochette. Côté attraction, ce qui lui vaut la mention d'importateur d'art exotique, il est responsable de Pirates of the Caribbean, Enchanted Tiki Room et Jungle Cruise mais a aussi travaillé sur America Sings, Haunted Mansion et It's a Small World
- Texte : Attorney at Law - Youngman & Leopold
  - les trois sont des avocats ayant participé aux négociations préliminaires à la création de Disneyland Inc[2].
- Texte : Gunther R. Lessing, Esq
Gunther R. Lessing était un avocat des studios Disney durant 30 ans. Il avait traité une affaire concernant La Danse macabre (1929)[2].

New Century Timepieces
- Texte : C. F. Allen, MD - C. V. Patterson, MD
Allen et Patterson sont des anciens directeurs de la société pharmaceutique Upjohn Pharmacy, dont une boutique l'Upjohn Pharmacy était située à cet endroit de 1955 à 1972[11]. La société a été absorbée par Pfizer.
- Texte : D. S. Gilmore, MD - E. G. Upjohn, MD
D. S. Gilmore était un ami de Walt Disney, PDG de Upjohn Pharmacy[2].
E. G. Upjohn fondateur et PDG de Upjohn Pharmacy[6]
- Texte : Good Neighbor Foundation - "Caring and Giving Come From the Heart" - Mrs. M. A. Mang - Director
Mary Anne Mang était la responsable des relations publiques du parc[2].

New Century Jewelry
- Texte : "You'll Cut A Fine Figure" - Wathel Rogers - Menswear
Wathel Rogers est un ancien animateur qui après les suggestions de Walt passa chez WED[4]. Il aimait la sculpture et la mécanique et travailla sur l'intégration des mécanismes au cœur des personnages sculptés par Blaine Gibson[4]. Son œuvre se retrouvent dans les audio-animatronics de Mr. Lincoln, Pirates of the Caribbean, Haunted Mansion et Carousel of Progress[6].

### Main Street: bloc nord-ouest
Mad Hatter
- Texte : John Louis Catone — Locksmith
John Louis Catone était le responsable du service communication de Disneyland, il détenait donc les clés pour faire rentrer les gens dans le parc, d'où la mention de verrou (locksmith)[1].
- Texte : Coast to Coast Peoplemoving, World Leader in Leisure Management, Dick Nunis Proprietor Started 1955, Offices Anaheim, Orlando,Tokyo. Wave Machine Specialty. posée le 31 juillet 1999[12]
Dick Nunis a débuté en 1955 au département formation du parc. Il est devenu président de Disneyland puis de Walt Disney World Resort avant d'être celui de Walt Disney Parks and Resorts[6].

### Main Street: bloc sud-est
Disney Showcase
- Texte : Ambassador Finishing School - Cicely Rigdon - Instructor
Cicely Rigdon développa le programme des ambassadeurs de Disneyland. La fenêtre était auparavant située au-dessus de China Closet[6].

entre Great American Pastimes et Main Street Magic Shop
- Texte : Van Arsdale France - Founder and Professor Emeritus - Disney Universities
Van Arsdale France est le premier formateur des employés de Disneyland et fondateur de la Disney University[2], depuis présente dans chaque complexe. Il a aussi écrit le scénario de Rainbow Cavern Mine

Market House
- Texte : Carpenters & Joiners - George Mills - Ray Conway - Chas Alexander
  - George Mills membre du département charpente des studios Disney puis du parc[2]
  - Ray Conway membre du département de construction de Disneyland[1]
  - Charles Alexander superviseur au sein du département de construction de Disneyland[1]
- Texte : Ken Anderson - Bait Co.
Ken Anderson, animateur Disney avant d'aider à la conception de certaines attractions principalement celles de Fantasyland dont Storybook Land Canal[1]. Il développa les codes en usages pour transposer le monde de la Fantaisie dans le monde réel[4].
- Texte : Royal Care Co. - We Keep Your Castle Shining - Chuck Boyajian - Prop.
Chuck Boyajian était le directeur du premier service de nettoyage du parc[1],[11].
- Texte : Ship Models - Bushman & Dagradi - Mfgs.
  - Bruce Bushman, imagineer ayant récupéré et rénové les chevaux du King Arthur Carrousel, pris les pièces non liées aux chevaux pour Casey Jr Circus Train et conçu les Phantom Boats[1]. En raison de son importante carrure, il fut utilisé comme gabarit pour les sièges des attractions[1].
  - Don DaGradi, animateur, scénariste et imagineer Disney. Il a surtout travaillé sur les scénarios de nombreux classiques de Disney dont Pinocchio, Fantasia, Peter Pan, La Belle au bois dormant et Mary Poppins[4].
- Texte : Orange Grove Property Mgt. - "We Care For Your Property As If It Were Our Own" - Ron Dominguez - Owner
Ron Dominguez est un habitant local, élevé dans une orangerie où depuis se situe maintenant les Rivers of America, il a travaillé dans le parc et en est devenu le vice-président exécutif[1].
- Texte : Emile Kuri - Interior Decorator
Emile Kuri était un décorateur d'intérieur, d'abord de la maison de Walt puis superviseur de département des décors du parc[2] et pour le studio[4].
- Texte : Buena Vista Construction Co. - Jack Rorex - Ivan Martin - Cash Shockey
  - Jack Rorex était un constructeur de Disneyland[6]
  - Ivan Martin était un constructeur de Disneyland[2]
  - Cash Shockey était un constructeur de Disneyland[6]
- Texte : Seb Morey - Taxidermist
Seb Morey était le premier taxidermiste du parc, ayant travaillé sur Jungle Cruise[2].
- Texte : Surveying & Engineering - L. H. Roth
L. H. Roth était l'assistant de Joe Fowler, chargé de la construction de Disneyland[6]
- Texte : Geo. Whitney - Guns
George Whitney fut le seul employé du parc à avoir une expérience dans les parcs de loisirs. Il faut ensuite directeur de Fantasyland[6].
- Texte : Robert Wiskey - Stone Mason
Robert "Wiskey" Washo était le directeur de l'équipe Ciment et plastique. Il a ensuite été le directeur du service des constructions[6].

### Main Street: bloc nord-est
Disney Clothiers
- Texte : Real Estate—Houses Bought and Sold, H. Draegart Barnard
H. Draegart Barnard était un médecin de Walt Disney, son otorhinolaryngologue[1],[11].

China Closet
- Texte : The Disneyland News - Edward T. Meck - Editor In Chief
Edward T. Meck était un publicitaire qui créa un faux journal nommé The Disneyland News distribué durant les premières années du parc[2].

Crystal Arts
- Texte : Photographic Studio - C. "Randy" Bright - Proprietor
C. "Randy" Bright est un ancien cast member devenu imagineer[1]. Il a débuté en 1955 costumé en astronaute dans Tomorrowland puis a aussi travaillé au Sailing Ship Columbia et au Disneyland Monorail. Passé chez Walt Disney Imagineering, il sera vice-président du développement des concepts. On lui doit un important travail sur le concept des simulateurs, futur Star Tours[1].

Main Street Photo Supply
- Texte : Plaza School of Art - Instructors - Hebert Ryman - John Hench - Peter Ellenshaw
  - Herbert Ryman animateur et un imagineer de Disney. Il a réalisé les esquisses du parc Disneyland dont celles du château de la Belle au bois dormant, Main Street, USA, New Orleans Square et Jungle Cruise[6].
  - John Hench animateur, directeur artistique et imagineer. Il a travaillé sur les projets de Main Street, USA, Adventure Thru Inner Space et Snow White's Grotto. Il a conçu le projet de Space Port, devenu Space Mountain[2].
  - Peter Ellenshaw artiste d'effets spéciaux sur les films Disney et certaines attractions du parc.
- Texte : Kingdom Photo Services - Renie Bardeau Photographer, Archivist
Renie Bardeau a été le photographe officiel du parc Disneyland, prenant en photo les vedettes comme le parc[1].

Carefree Corner
- Texte : Club 55 School of Golf, Bob Penfield, Instructor
Bob Penfield fut le dernier cast member de l'inauguration à être en activité. Il a pris sa retraite le 1er août 1997 après 42 ans de travail[6].

Baby Care Center
- Texte : Alexander Irvine, M.D
Alexander Irvine était l'ophtalmologiste de Walt Disney, fondateur du Doheny Eye Institute et père de Richard F. Irvine[2] (ce dernier est aussi honoré d'une fenêtre sur Town Square et était honoré d'un navire au Magic Kingdom, le Richard F Irvine Riverboat)

### Center Street
Carnation Cafe (à l'est)

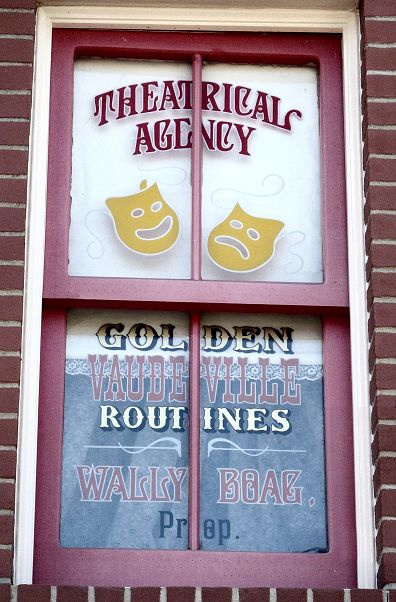
Fenêtre de Wally Boag

- Texte : Theatrical Agency - Golden Vaudeville Routines - Wally Boag - Prop.
Wally Boag était Pecos Bill la vedette du spectacle Golden Horseshoe Revue présenté au sein du Golden Horseshoe Saloon, ainsi que la voix de José dans Enchanted Tiki Room.
- Texte : United Audit - Book Keeping - Accounts Auditor - Royal Clark - Mgr.
Royal "Mickey" Clarck était le trésorier des sociétés tenues en main propre par Walt Disney, Retlaw Enterprises et WED Enterprises[1].
- Texte : Milady Fashions Renie — Dressmaking, hemstitching & picating
Renie Conley était le concepteur d'origine des costumes de Disneyland[1].
- Texte : Decorative Fountains and Watercolor - By Fred Joerger
Fred Joerger est l'un des trois premiers employés du service des maquettes de la WED Enterprises en tant que ancien maquettiste du studio[4]. C'est un ingénieur hydraulique ayant travaillé sur le système navigable de Disneyland et les attractions Matterhorn Bobsleds et Storybook Land Canal[2].
- Texte : Old Settlers - Gold Dredging - Ed Winger - Proprietor
Ed Winger fut le superviseur du département Peinture, Charpente et Panneau indicateur Shop[6].

Toilettes près de Carnation Cafe
- Texte : Christopher D. Miller - Turkish Baths
Christopher D. Miller est le premier petit-fils de Walt Disney, fils de Diane Marie Disney et Ronald William Miller.

## Source
- Disneyland Windows on Main Street